# 3330 Gantrisch
3330 Gantrisch eller 1985 RU1 är en asteroid i huvudbältet som upptäcktes den 12 september 1985 av den schweiziske astronomen Thomas Schildknecht vid Observatorium Zimmerwald. Den har fått sitt namn efter berget Gantrisch i Schweiz.
Asteroiden har en diameter på ungefär 35 kilometer och den tillhör asteroidgruppen Lixiaohua.